# Cicero M. Idleman
Cicero Milton Idleman (* 18. August 1854 in Marion, Ohio; † 17. April 1943 in Portland, Oregon) war ein US-amerikanischer Jurist und Politiker (Republikanische Partei).

## Werdegang
Cicero Milton Idleman, Sohn von Catherine Ann Pontius (1828–1898) und Silas Idleman (1822–1903), welche 1844 in Marion heirateten, wurde 1854 im Marion County geboren und wuchs dort auf. Seine Jugendjahre waren vom Bürgerkrieg überschattet. Er besuchte bis zu seinem 15. Lebensjahr die Schulen in Marion und dann zwei Jahre lang die Smithville Academy. Danach begann er die Ohio Wesleyan University in Delaware (Ohio) zu besuchen, verließ diese aber Ende seines dritten Studienjahrs (junior year), um eine Anstellung bei der staatlichen Bahnpost anzutreten. Er arbeitete dort zwei Jahre lang. In seiner Freizeit studierte er Jura (read law). 1883 erhielt er seine Zulassung als Anwalt in Ohio. Sein Umzug in den Westen erfolgte im Jahr 1884. Seine Zulassung als Anwalt in Oregon erhielt er im selben Jahr. Im Juni 1884 wurde er Juniorpartner in der Kanzlei von Johnson, McCown & Idleman, wo er bis 1894 tätig war. Zu dieser Zeit trat er in die Kanzlei von Carey, Idleman, Mays & Webster ein, wo er bis Januar 1895 tätig war.
Bei den Wahlen im Jahr 1894 wurde er zum Attorney General von Oregon gewählt. Er bekleidete den Posten vier Jahre lang vom 14. Januar 1895 bis zum 9. Januar 1899.
Nach dem Ende seiner Amtszeit nahm er seine Tätigkeit als Jurist wieder auf. In der Folgezeit war er in keiner Kanzlei mehr als Partner tätig. Als Jurist zeichnete er sich mit einem umfassenden Verständnis der Rechtsordnung aus und der Bereitschaft sich auf jeden Fall gründlich vorzubereiten. Im Gerichtssaal strahlte er bei seinen Plädoyers eine große Klarheit, Ernsthaftigkeit und Kraft aus. Seine Argumentation vor Gericht wurde selten ernsthaft in Frage gestellt. Die vielen gewonnenen Prozesse brachten ihm im Laufe der Zeit eine stetig wachsende Mandantschaft.
Am 3. April 1907 heiratete er in Portland (Oregon) Miss Margaret E. Denning aus Indiana, Tochter von Job Denning. Idleman war Mitglied der Phi Delta Theta, der National Geographical Society, der Oregon Historical Society, des Oregon College of Sciences, des Independent Order of Odd Fellows, den Knights of Pythias, den Benevolent and Protective Order of Elks und dem Royal Arcanum. Ferner war er Mitglied der Handelskammer, der State Chamber of Commerce, des Presseclubs und des Progressive Business Mens Clubs. Während des Ersten Weltkrieges saß er im Rechtsbeirat (Legal Advisory Board) und im Questionnaire Board. Er gehörte 1891 zu den drei Männern, welche die Handelskammer von Portland gründeten, und zu den 15 Männern, welche für den Bau des Handelskammergebäudes verantwortlich waren. 1908 bekleidete den Posten als Vorsitzender im Republican County Central Committee vom Multnomah County und 20 Jahre lang als Präsident des Multipor Republican Club of Portland. Er war ein Freund des Präsidenten der Vereinigten Staaten Warren G. Harding. Bei dessen Präsidentschaftswahlkampf im Jahr 1920 betrieb er Wahlkampf für ihn.